# 991 McDonalda
991 McDonalda là một tiểu hành tinh Themistia. Nó được Otto Struve phát hiện năm 1922 tại đài quan sát Yerkes ở Williams Bay, Wisconsin, USA. Nó được đặt theo tên đài quan sát McDonald, đã giúp Struve tìm thấy nó năm 1939.